# رود سن آگوستین
رود سن آگوستین (انگلیسی: San Agustín River) نام یک رود در بولیوی است.